# Zono Incorporated
Zono Incorporated is een Amerikaanse voormalige computerspelontwikkelaar opgericht in 1991 en gevestigd in Costa Mesa (Californië).
In 2006 werd Zono Inc. verkocht aan MumboJumbo en werd de naam veranderd in MumboJumbo LA. In december 2007 werd Zono Inc. opgeheven door MumboJumbo en alle werknemers werden ontslagen.

## Games
Hieronder volgt een lijst van spellen ontwikkeld door Zono Incorporated:
| Titel                                       | Uitgebracht in | Platform            |
| ------------------------------------------- | -------------- | ------------------- |
| Mr. Bones                                   | 1997           | Sega Saturn         |
| Metal Fatigue                               | 2000           | Microsoft Windows   |
| Pearl Harbor: Zero Hour                     | 2001           | Microsoft Windows   |
| Alien versus Predator: Extinction           | 2003           | PlayStation 2, Xbox |
| History Channel's Crusades: Quest for Power | 2003           | Microsoft Windows   |
| Battle for Troy                             | 2004           | Microsoft Windows   |
| Everest                                     | 2004           | Microsoft Windows   |
| Forgotten Realms: Demon Stone               | 2004           | Microsoft Windows   |
| History Channel's The Alamo                 | 2004           | Microsoft Windows   |
| Riot Police                                 | 2004           | Microsoft Windows   |